# QSO B2149-306
QSO B2149-306 est un blazar multi-émetteur, radio-bruyant qui se situe dans la constellation du Poisson austral à 2,3 milliards d'années-lumière,,.

## Découverte
QSO B2149-306 a été découvert en infrarouge par l'instrument WISE, lors d'une étude du ciel profond dans l'infrarouge. Cette étude par le WISE a eu lieu en 2019.

## Caractéristiques
QSO B2149-306 est un blazar principalement émetteur dans le domaine des ondes radio et rayons X.
Une étude effectuée par le 2FGL a permis de calculer : la vitesse des gaz du disque d'accrétion, la masse du blazar et la température du disque d'accrétion.
La vitesse radiale des gaz serait de plus de 250km/s, la masse de QSO B2149-306 serait de 5 milliards de masses solaires et la température du disque d'accrétion serait de plus de 1 milliard de degré C°,.

## Référence
1. 1 2  « QSO B2149-306 », sur simbad.cds.unistra.fr (consulté le 18 mars 2022)
2. ↑  « Stellarium Web Online Star Map », sur stellarium-web.org (consulté le 18 mars 2022)
3. ↑  (en) « Convert Red Shift (z) to Light Year, Astronomical », sur www.convert-me.com (consulté le 18 mars 2022)
4. ↑  « Scaled Map Transient Analysis for QSO B2149-306 », sur swift.gsfc.nasa.gov (consulté le 18 mars 2022)
5. ↑  « Your NED Search Results », sur ned.ipac.caltech.edu (consulté le 18 mars 2022)
6. ↑  G. Ghisellini, R. Della Ceca, M. Volonteri et G. Ghirlanda, « Chasing the heaviest black holes of jetted active galactic nuclei », Monthly Notices of the Royal Astronomical Society, vol. 405, no 1,‎ 11 juin 2010, p. 387–400 (ISSN 0035-8711, DOI 10.1111/j.1365-2966.2010.16449.x, lire en ligne, consulté le 18 mars 2022)